# Jan Ewangelista Goetz

Herb Götz Edler von Okocim

Jan Ewangelista Götz (Johann Evangelist Götz, ur. 16 listopada 1815 w Langenenslingen, zm. 14 marca 1893 w Okocimiu) – założyciel Browaru Okocim. Ojciec Jana Albina Götza, dziadek Antoniego Jana Götza.
Urodził się w Langenenslingen w księstwie Hohenzollern-Sigmaringen. Syn Antona V i Josephy, urodzony w obecnej Badenii-Wirtemberdze. Wykształcenie początkowe zdobył w szkole wiejskiej w rodzinnej wsi w Langenenslingen, szkołę średnią ukończył w 1830 w Wilfigen w wieku 15 lat. W małym browarze swego ojca Antona V zdobywał doświadczenie piwowarskie równocześnie pracując na roli. W wieku 18 lat jako wyzwolony czeladnik pracował u swojego kuzyna w Hitzhofen. W obowiązku Jana Götza jako czeladnika oraz członka cechu piwowarów było odbycie tzw. wędrówki pracowniczej. Swe rodzinne miasto opuścił we wrześniu 1834 i jako dziewiętnastolatek pieszo przemierzył Niemcy (część południową), Szwajcarię (część północną) oraz Austrię. W swych wędrówkach najmował się w lokalnych browarach jako pomocnik piwowara. Wreszcie po wielu perypetiach dotarł pod Wiedeń do miasteczka Klein-Schwechat, gdzie najął się u tamtejszego właściciela browaru, a swego kuzyna Antona Drehera, gdzie mimo powinowactwa pracował jak zwykły pracownik (mimo statusu pomocnika piwowara). Po około półtora roku pracy jego kuzyn Anton, zorientowawszy się w zdolnościach Jana Götza, mianował go piwnicznym, by w lutym 1839 uczynić go zarządcą technicznym i zastępcą właściciela. Przez sześć lat doprowadził browar kuzyna do wyśmienitego stanu (w późniejszym okresie browar ten był jednym z najlepszych w ówczesnej Europie, tak pod względem ilości, jak i jakości produktów). Jan Götz wprowadził tam rewolucyjną jak na tamte czasy (przez to mało jeszcze znaną) metodę produkcji piwa dolnej fermentacji (pilznera). Metoda ta została wkrótce wprowadzona do Browaru Okocim i innych browarów.

## Browar Okocim
W 1844 Jan Götz w wieku 29 lat, jako ceniony specjalista, po sześciu latach kierowania browarem swego kuzyna i odłożeniu sporych oszczędności postanowił się usamodzielnić. W rok później przeczytał w prasie ogłoszenie, że jeden z kupców wiedeńskich i właścicieli ziemskich (posiadał ziemie w Okocimiu w Brzesku), poszukuje wspólnika celem założenia browaru. W Okocimiu pojawił się po raz pierwszy 26 kwietnia 1845 i tam do spółki z Josephem Neumannem założył browar, podpisując ośmioletnią umowę z równym podziałem tak zysków, jak i wkładów. Budowę pierwszego browaru rozpoczęto 27 czerwca 1845. Umowa z Neumannem stanowiła, jak już wspomniano wyżej, podział zysków pół na pół, co przekładało się na to, że obaj wspólnicy wybierali cały dochód uniemożliwiając tym samym dalszy rozwój browaru – Jan Götz w przeciwieństwie do swego wspólnika chciał inwestować. Efektem tego był brak odpowiednich piwnic.
W czasie krwawych wydarzeń w Galicji 23 lutego 1846 uniknął śmierci dzięki pomocy przyjaciół oraz robotników. W 1851, Jan Götz korzystając ze zgromadzonych środków finansowych, odbył dłuższą podróż do domu rodzinnego, niewidzianego od piętnastu lat. Tymczasem 8 września tegoż roku umarł pozostający w Okocimiu Neumann. W związku z tym, że wdowa i córka po współwłaścicielu browaru nie chciały mieszkać w Okocimiu ani zarządzać browarem, odsprzedały swoją część udziałów (50% środków) oraz dobra ziemskie (ich wyłączną własność – Okocim Górny i Dolny). Transakcja ta datowana jest na 10 lutego 1852. Od tej chwili Jan Götz stał się właścicielem całości kompleksu piwowarskiego. Od tej też chwili nastąpił duży rozwój browaru. Dodatkowo Goetz nabył od J. Kodrębskiego posiadaną przez niego ziemię, dzięki czemu całość dóbr ziemskich (Okocim Górny, Średni i Dolny, jak i otaczające go lasy i grunty orne) przeszły pod jego władanie.
Jan Götz zamieszkiwał budynek browaru, nazwany potem Starym Pałacem (budowany przez pięć lat – między 1845 a 1850, później trzykrotnie rozbudowywany). W latach 70. XIX wieku dobudował pod Starym Pałacem piwnice. W 1875 dobudował do browaru słodownię, w tym samym roku rozbudował trzydziestoletnią już warzelnię.

## Działalność społeczna
Jan Götz jako filantrop piastował wiele funkcji społecznych (dyrektor Kasy Zaliczkowej w Brzesku, członek Rady Powiatowej, honorowy obywatel Brzeska, członek Izby Przemysłowej i Handlowej w Krakowie). Natomiast odżegnywał się od stricte politycznych stanowisk. Ufundował m.in. pierwszą, podstawową szkołę ludową w Okocimiu Górnym w 1862, a następnie drugą większą w 1872 i po raz trzeci w 1891 (została wybudowana już w 1896, po śmierci fundatora). W 1870 udało mu się po licznych staraniach u biskupa tarnowskiego wyprosić ustanowienie nowej parafii, niezależnej od Poręby Spytkowskiej. Z tej okazji ufundował plebanię. W 1884 r. ufundował też neogotycki kościół. W krypcie pod kościołem pochowano Ewangelistę wraz z żoną, synem i wnukiem. W 1873 założył w Okocimiu Bibliotekę Publiczną, działającą do dziś. Założył też ochotniczą straż ogniową, często stając osobiście na jej czele.
W 1864 otrzymał Złoty Krzyż Zasługi z Koroną od cesarza Franciszka Józefa za pomoc i odwagę w ratowaniu miasteczka Brzesko, zaś w 1869 otrzymał papieski Krzyż Komandorski Orderu św. Sylwestra. W 1880 został, jako wyśmienity strzelec, królem kurkowym Krakowskiego Bractwa Strzeleckiego.
21 sierpnia 1881 otrzymał od cesarza Franciszka Józefa szlachectwo I stopnia, z tytułem „Edler”, predykatem „von Okocim” i herbem własnym. Od tej pory występował najczęściej jako Goetz-Okocimski.
Zmarł w Starym Pałacu w Okocimiu. Pochowany został w krypcie grobowej rodziny Goetz-Okocimskich kościoła parafialnego w Okocimiu Górnym. Do trumny kazał się złożyć w polskim kontuszu.
Zobacz też: Goetzowie, Pałac Goetza